# 加尔曹-加尔钦
加尔曹-加尔钦（德語：Garzau-Garzin）是德国勃兰登堡州的市镇，隶属于梅尔基施-奥得兰县，总面积为26.1平方千米，截至2020年总人口为522人。